# Séisme intra-plaque
Un séisme intra-plaque est un séisme qui se déroule à l’intérieur d’une plaque tectonique. Cette forme rare d’activité sismique s’oppose au séisme inter-plaques, beaucoup plus courant, qui implique une interaction géologique entre au moins deux plaques. Bien que ce type de séisme soit rare, il peut s’avérer dévastateur compte tenu du manque d’installations parasismiques coûteuses dans des secteurs statistiquement peu sujets à ces catastrophes.
Certaines zones d’activité intra-plaques sont connues et étudiées, bien que d’une manière moins pointue et systématique que les zones inter-plaques. Parmi celles-ci on retrouve la zone sismique de New Madrid dont la détente au début du xixe siècle a engendré l’une des secousses les plus violentes et dévastatrice de l’histoire des États-Unis. D’autres zones touchées par ce type d’activité comprennent Bhuj en Inde dans l’état du Gujarat ou Charleston aux États-Unis dans l'état de Caroline du Sud.

## Caractéristiques géologiques
Les séismes intra-plaque se déroulent dans la partie supérieure de la croûte terrestre et se divisent en deux catégories : un champ de contraintes régional et un autre local, chacun de ces champs pouvant être à l’origine d’un séisme. Dans le premier cas, les contraintes globales de la plaque sont uniformes sur toute sa surface et l’énergie totale accumulée se libère dans des failles préexistantes comme celles résultant de la dislocation de Pangée. Dans le cas du champ de contrainte local, l’énergie se concentre en un point donné et s’y libère. Les phénomènes expliquant ce dernier cas sont encore mal compris et deux hypothèses sont en compétition : la plus étudiée étant celle du low-strength model (modèle de faible force) où les contraintes se situent dans des zones de faible viscosité, donc plus « cassantes ». La seconde, l’hypothèse de l’entraînement basal (basal drag), se base sur les courants de convection descendants du manteau qui entraîneraient avec eux la croûte. Dans tous les cas l’existence de failles constitue un prérequis.
Des interactions avec des séismes inter-plaques sont également possibles, l’un pouvant causer l’autre. Un exemple notable en est le séisme de 2009 aux Samoa où un séisme intra-plaque a engendré deux séismes de subduction.